# Lịch sử thiết kế bom nhiệt hạch Teller–Ulam

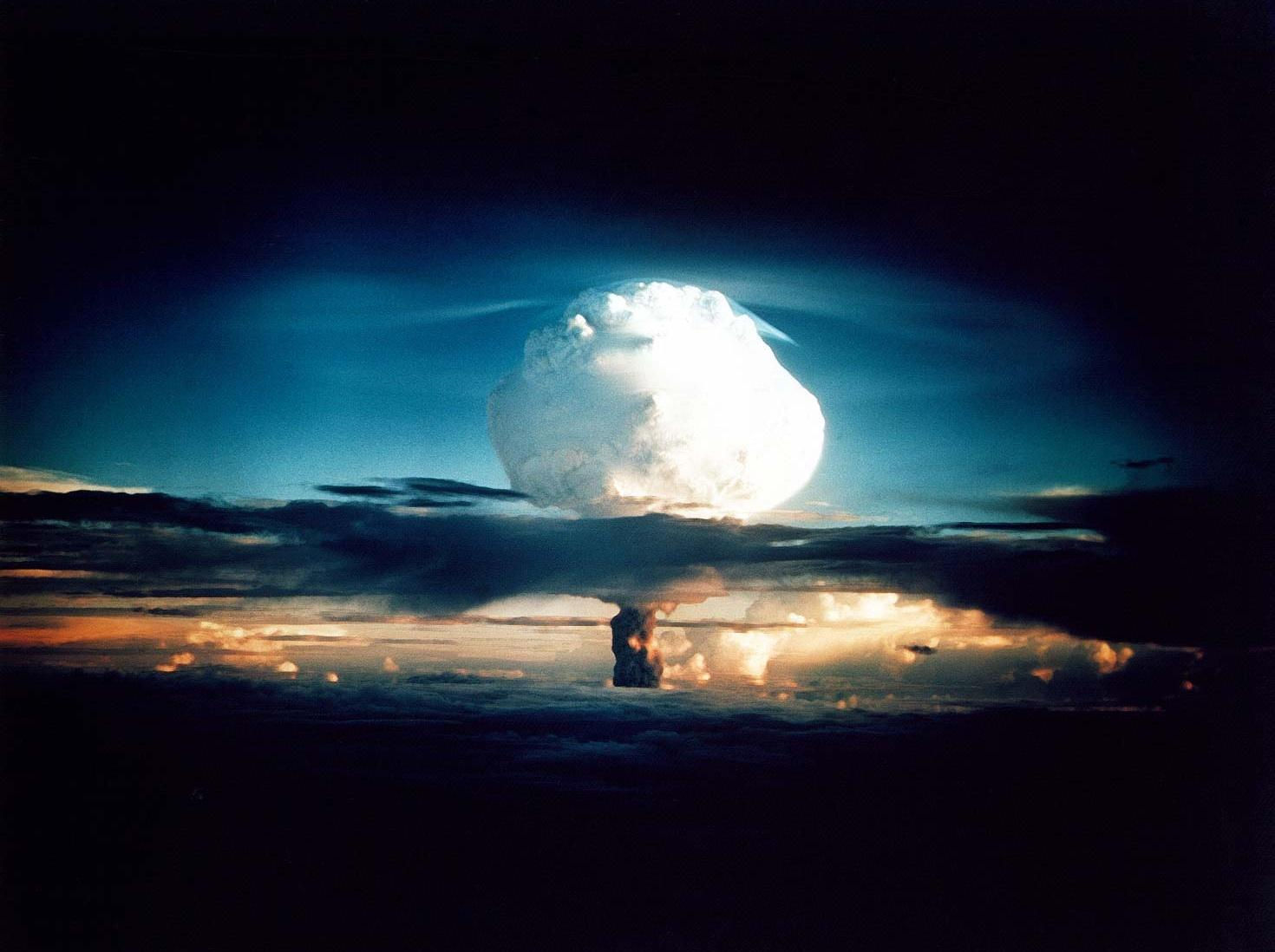
Ivy Mike là thử nghiệm hoàn chỉnh đầu tiên của bom nhiệt hạch do Teller–Ulam thiết kế (Bom nhiệt hạch 2 giai đoạn), với đương lượng nổ 10.4 megatons (1/11/1952)

Lịch sử thiết kế bom nhiệt hạch Teller–Ulam là lịch sử về bản thiết kế bom đã đặt nền móng cho các vũ khí nhiệt hạch hiện đại sau này và còn được biết đến dưới cái tên Bom Hydro. Chi tiết của bản thiết kế vẫn là bí mật quân sự chỉ có trong tay một số nước.

## Lịch sử

### "Super" của Teller

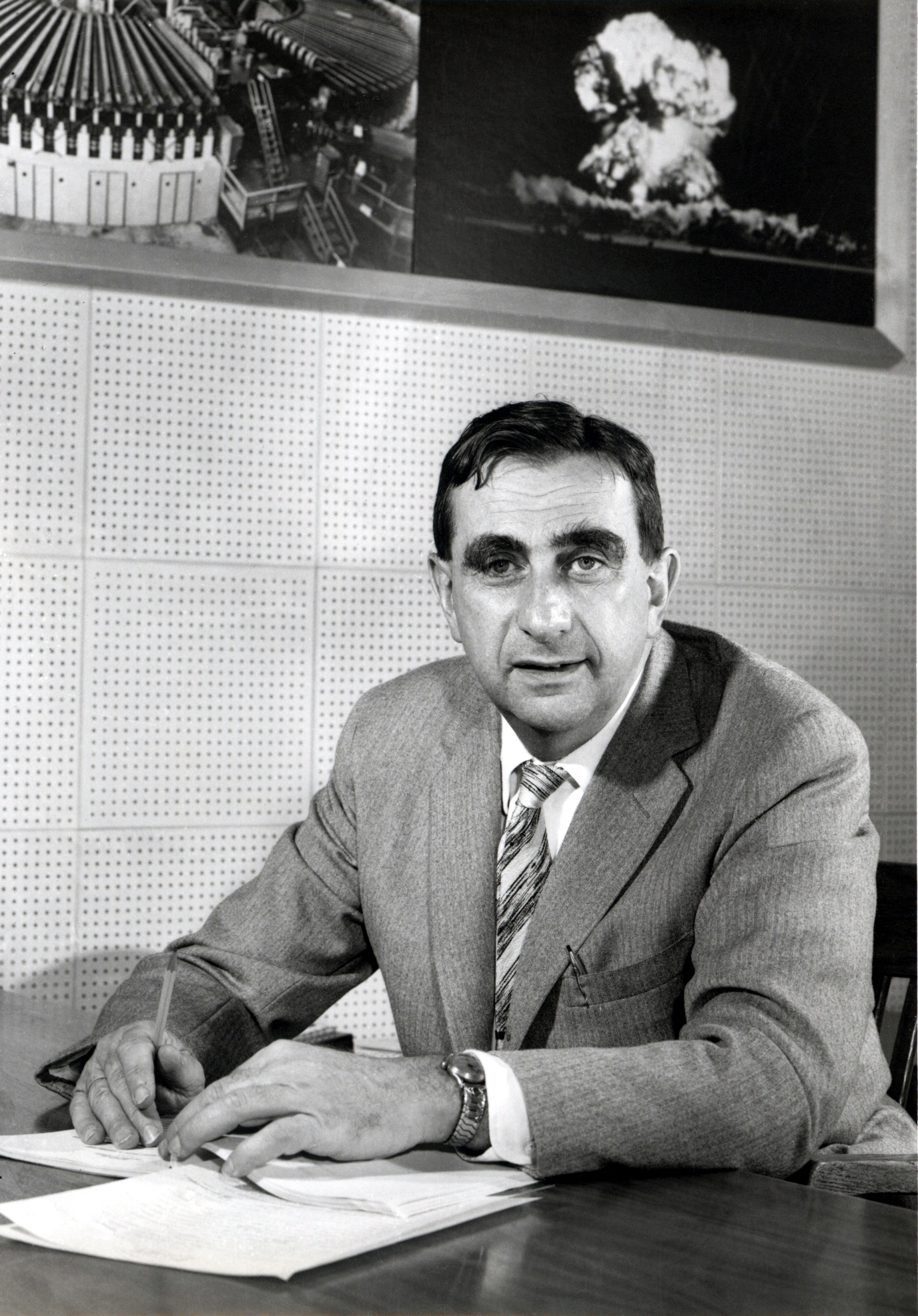
Nhà vật lý Edward Teller trong nhiều năm liền là trưởng bộ phận nghiên cứu phát triển vũ khí hợp hạch.

Ý tưởng sử dụng năng lượng từ thiết bị nổ phân hạch nhằm kích hoạt phản ứng hợp hạch được nhắc đến lần đầu tiên bởi nhà vật lý người Ý Enrico Fermi cho chảng sinh viên Edward Teller vào mùa thu năm 1941 khi cả 2 tham gia Dự án Manhattan, dự án nghiên cứu phát triển bom nguyên tử đầu tiên của Mỹ và Anh. Teller sau đó đã tham gia buổi hội thảo về phát triển bom phân hạch của Robert Oppenheimer được tổ chức tại Đại học California, Berkeley, tại đó ông đã đề ra ý tưởng tạo ra một siêu bom, mà có sức công phá lớn hơn nhiều lần so với các vũ khí phân hạch đã và đang được phát triển. Teller thừa nhận rằng việc chế tạo bom phân hạch sẽ chỉ là vấn đề phụ thuộc vào các kỹ sư chế tạo bom, trong khi quả siêu bom của ông, vẫn còn nhiều thách thức về mặt lý thuyết cần giải quyết.

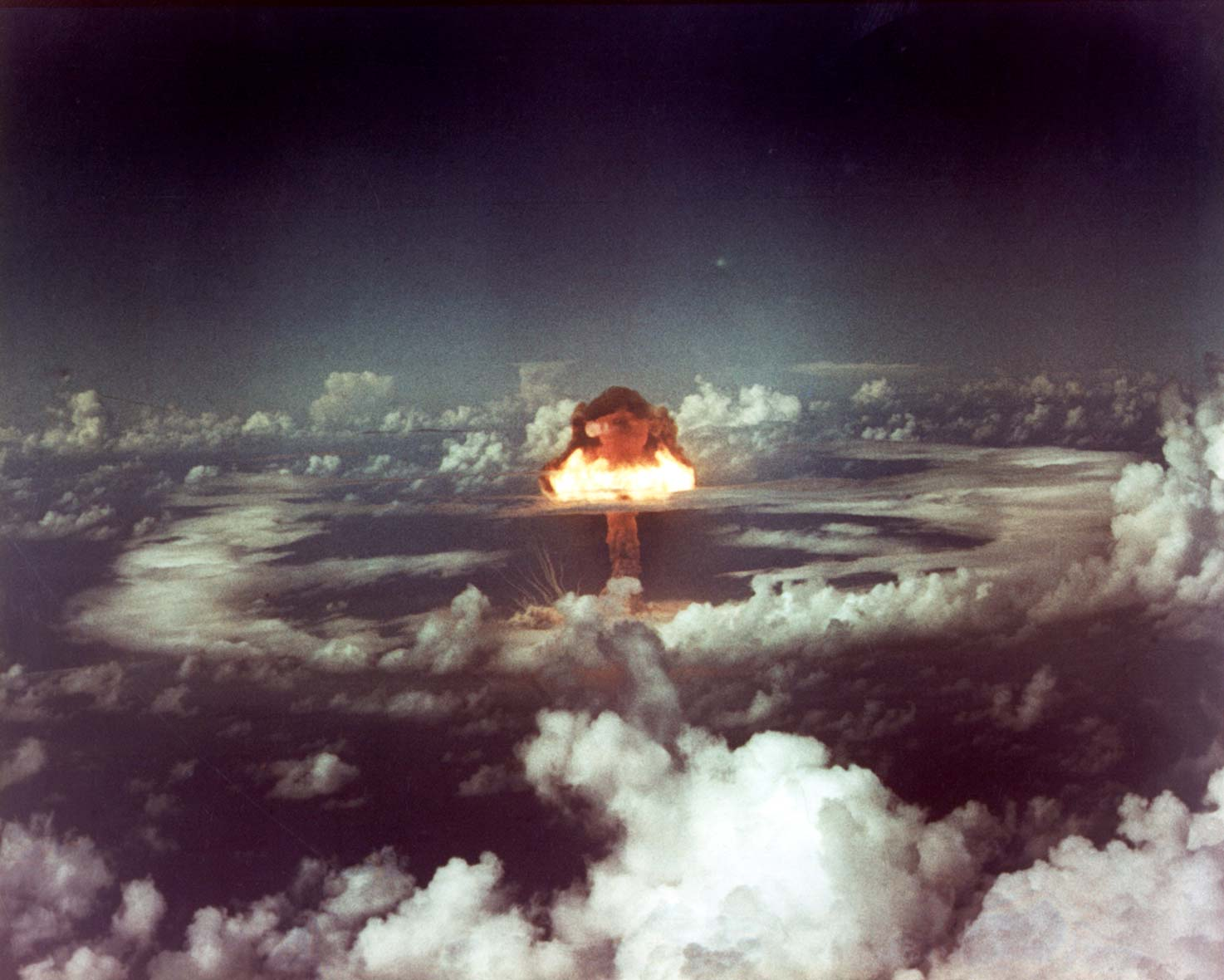
Ivy King, một vụ thử bom nguyên tử của Mỹ, có sức nổ 500 kt (16/11/1952)

Khi đó mọi nguồn lực của chính phủ đều tập trung vào phát triển vũ khí phân hạch (bom nguyên tử). Tuy nhiên, Teller vẫn tiếp tục theo đuổi dự án phát triển "siêu bom" của mình, và thờ ơ phát triển vũ khí phân hạch tại Phòng thí nghiệm quốc gia Los Alamos nơi ông đang làm việc. (Phần lớn các công việc nghiên cứu mà Teller từ chối đã được giao lại cho Klaus Fuchs, người sau này được phát hiện là điệp viên cho Liên Xô.) Teller đã được cung cấp một số nguồn lực và tiếp tục nghiên cứu phát triển "siêu bom", đồng thời liên hệ với Maria Goeppert-Mayer trợ giúp việc tính toán liên quan đến tính trong suốt của các loại bức xạ. Tuy nhiên việc phát triển "Siêu bom" lại gặp những khó khăn lớn trong quá trình tính toán, đặc biệt là khi không có cách nào để kiểm tra ở  quy mô nhỏ các mô hình nguyên lý liên quan (để so sánh, những đặc tính của quá trình phân hạch có thể được nghiên cứu nhờ buồng cyclotron, các lò phản ứng hạt nhân, và một loạt các thử nghiệm khác).
Thậm chí sau khi Vụ thử hạt nhân Trinity diễn ra, sau khi Mỹ ném bom hạt nhân Hiroshima và Nagasaki các nhà nghiên cứu tại Los Alamos vẫn còn bị bất ngờ vì sức tàn phá mà vũ khí hạt nhân có thể gây ra.  Rất nhiều nhà khoa học đã phản đối ý định tạo ra loại bom còn có sức mạnh lớn hơn hàng ngàn lần sức mạnh của quả bom nguyên tử đầu tiên. Đối với các nhà khoa học, quả bom vẫn là một thách thức vừa về kỹ thuật - thiết kế của nó vẫn không ổn định và không thể hoạt động - vừa về phương diện đạo đức: một quả bom, mà họ chỉ ra rằng, chỉ để sử dụng nhằm vào một số lớn thường dân, và đó là vũ khí gây ra sự diệt chủng. Nhiều nhà khoa học, như Hans Bethe, bạn đại học của Teller (người đã khám phá ra sự tổng hợp hạt nhân sao, là quá trình hợp hạch diễn ra trong các sao), cố thuyết phục rằng Mỹ không nên phát triển một vũ khí như vậy để nhắm vào Liên Xô. Người sáng chế ra quả bom, trong đó có Teller cùng các nhà vật lý Ernest Lawrence và Luis Walter Alvarez, cho rằng việc phát triển mẫu vũ khí như vật là không thể tránh khỏi, và việc từ chối phát triển một vũ khí để bảo vệ Mỹ trước Liên Xô — đặc biệt khi Liên Xô đã dường như cũng phát triển một loại vũ khí tương tự, là một điều ngu ngốc và không sáng suốt. Oppenheimer thì ủng hộ phát triển nhiều vũ khí hạt nhân chiến thuật cỡ nhỏ, sẽ tốt hơn là chế tạo chỉ một vài quả siêu bom nặng nề.
Sau khi chiến tranh kết thúc, khoảng 5.500 trong số 7.100 nhà nghiên cứu và nhân viên làm việc tại Los Alamos đã rời phòng thí nghiệm để trở lại với các công việc tại các trường đại học và phòng thí nghiệm của họ trước chiến tranh nên việc nghiên cứu tại Los Alamos đã bị chậm lại đáng kể. Một hội nghị được tổ chức tại Los Alamos năm 1946 để thảo luận về tính khả thi trong chế tạo Siêu bom; hội nghị kết thúc với kết luận việc chế tạo là khả thi, nhưng một số người không thừa nhận kết luận này.
Khi Liên Xô thử nghiệm quả bom nguyên tử đầu tiên ("Joe 1" theo ký hiệu của Mỹ) vào tháng 8 năm 1949, nó đã gây sốc cho các nước phương Tây, và vài tháng sau đó đã có những cuộc thảo luận trong chính phủ Mỹ, quân đội, và các nhà khoa học về việc có nên tiếp tục phát triển Siêu bom hay không. Ngày 31 tháng 1 năm 1950 tổng thống Mỹ Harry S. Truman đưa ra quyết định phát triển bom khinh khí.
Nhiều nhà khoa học quay trở lại Los Alamos để làm việc trong chương trình phát triển siêu bom, tuy nhiên ban đầu các nỗ lực vẫn không thành công. Trong thiết kế cơ bản, nguồn nhiệt duy nhất từ quả bom hạt nhân sẽ được sử dụng để kích hoạt phản ứng hợp hạch tổng hợp hạt nhân, tuy nhiên thực tế là không thể. Các nhà khoa học đã nghĩ (và hi vọng) là vũ khí hợp hạch sẽ không thể chế tạo.

### Đóng góp của Ulam và Teller
Lịch sử chính xác của bước đột phá trong thiết kế của Teller-Ulam chưa được hoàn toàn biết đến. Các mẫu thiết kế ban đầu của quả siêu bom đặt nhiên liệu nhiệt hạch xung quanh một bộ "kích hoạt" phân hạch (theo hình cầu) hoặc tại trung tâm của nó.
Năm 1951, sau nhiều năm làm việc không có kết quả, một ý tưởng đột phá của nhà toán học người Ba Lan Stanislaw Ulam đã được Teller tiếp thu, và phát triển thành một thiết kế bom nhiệt hạch khả thi đầu tiên có đương lượng nổ cỡ megaton. Phiên bản này, ngày nay còn gọi là "vụ nổ theo giai đoạn" lần đầu được đề xuất trong bài báo khoa học đã được phân loại:On Heterocatalytic Detonations I. Hydrodynamic Lenses and Radiation Mirrors bởi Teller và Ulam ngày 9 tháng 3 năm 1951. Sự đóng góp của 2 nhà khoa học cho thiết kế bom không được biết đến rõ ràng đối với công chúng - mức độ tín nhiệm của những người cùng thời của ông đối với Teller gần như hoàn toàn tương xứng với suy nghĩ của nọ về Teller nói chung. Trong một buổi phỏng vấn với tờ Scientific American năm 1999, Teller đã khẳng định ông mới là người đóng góp cho bản thiết kế, còn Ulam thì không. Ulam không hài lòng với cách tiếp cận cũ, và sẵn sảng ký tên vào bản thiết kế chung nhưng lại từ chối bỏ công sức vào bản thiết kế do không tin tưởng nó sẽ thành công.

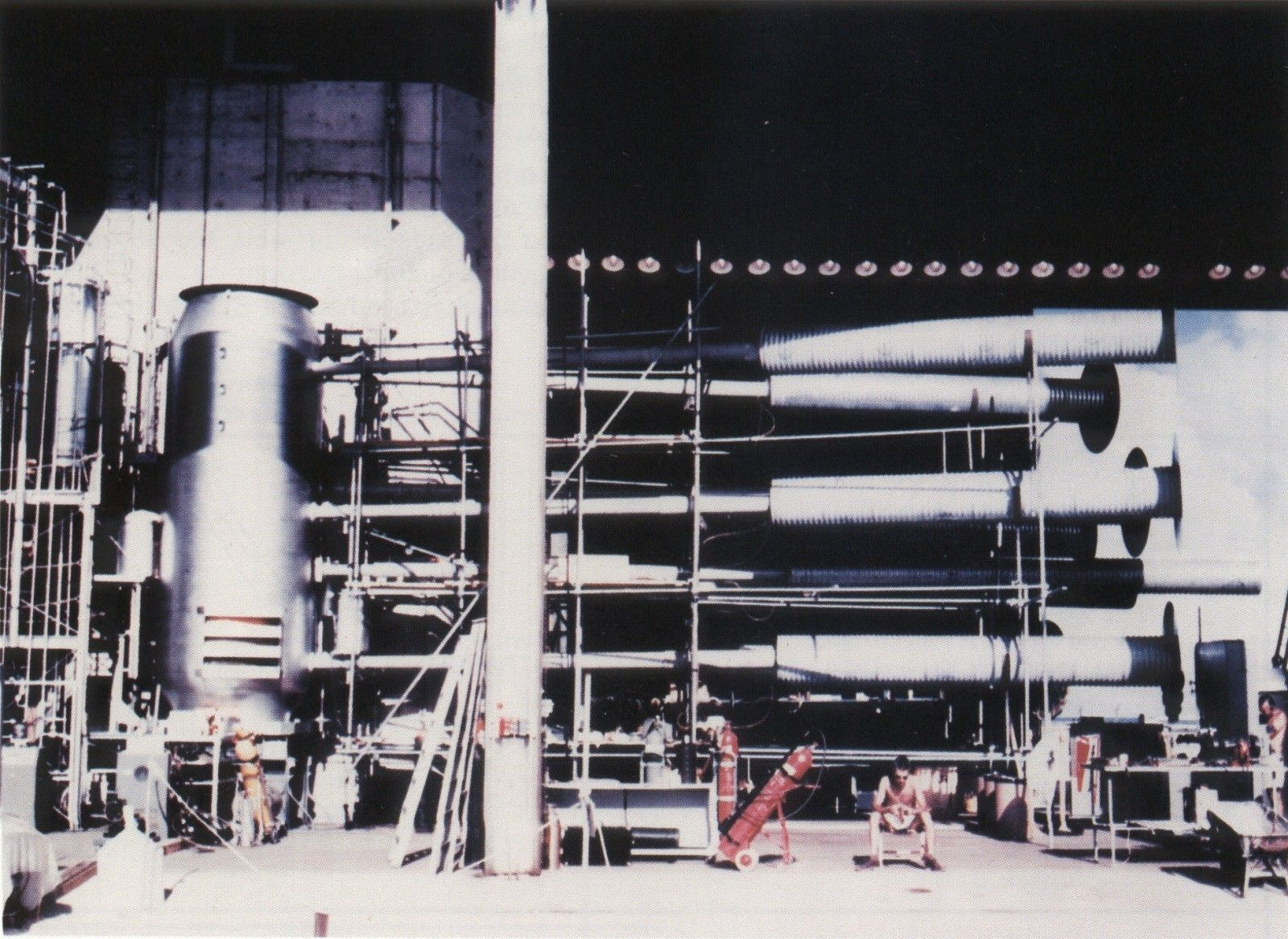
Một góc của thiết bị Sausage, với các thiết bị siêu lạnh được lắp đặt. Đường ống dài sẽ nhận những bits bức xạ đầu tiên từ đèn sơ cấp và thứ cấp ("Đèn Teller") ngay trước khi toàn bộ thiết bị được kích nổ hoàn toàn.

Vấn đề gây tranh cãi. Bethe trong "Bản ghi nhớ về Lịch sử của chương trình Nhiệt hạch" (1952) trích dẫn Teller là người đã phát hiện ra "cách tiếp cận hoàn toàn mới đối với phản ứng nhiệt hạch", "là một vấn đề đầy cảm hứng" và "do đó, không thể ngờ được" và "phần lớn do tình cờ." Tại phiên điều trần của Oppenheimer năm 1954, Bethe đã nói việc phát minh bom H là "cú đánh của thiên tài" của Teller. Cuối cùng vào năm 1997, Bethe đưa ra tuyên bố "Teller đã đưa ra phát minh quan trọng nhất về bom H vào năm 1951" 
Các nhà khoa học khác (đối nghịch với Teller, như J. Carson Mark) tuyên bố rằng Teller sẽ không thể chạm đến thành công nếu không có ý tưởng của Ulam. Nhà thiết kế vũ khí hạt nhân Ted Taylor cho rằng công lao của Ulam là về ý tưởng các giai đoạn và nén cơ bản, trong khi Teller thì đã đóng góp trong trong việc tìm ra sự quan trọng của  bức xạ so với áp suất thủy động lực học.
Teller bắt đầu xuất hiện trên các trang báo như là "cha đẻ của bom Hydro", một danh xưng mà ông không hề thừa nhận. Nhiều người bạn của Teller tỏ ra tức giận khi ông dường như thích nhận lấy mình đã tự tay thiết kế bom chứ không phải chỉ là góp một phần công sức trong đó, và để đáp lại, dưới sự ủng hộ của Enrico Fermi, ông chỉ ghi ngắn gọn ở phần tác giả "Được thiết kế bởi nhiều người" trên trang tạp chí "Khoa học" tháng 2 năm 1955, nhấn mạnh rằng ông không phải là người duy nhất tham gia phát triển vũ khí (sau này trong hồi ký ông đã kể lại rằng ông nên nhận hết công phát minh vũ khí nhiệt hạch về mình). Hans Bethe, người đồng thời cũng tham gia dự án phát triển bom khinh khí, từng nói một cách hân hoan rằng, "Tôi nghĩ sẽ chính xác hơn khi nói rằng Ulam là cha đẻ của bom nhiệt hạch, vì ông ấy đã ươm mầm hạt giống, còn Teller là mẹ vì ông đã nuôi dưỡng & phát triển dự án. Còn tôi, tôi nghĩ tôi là bà đỡ."

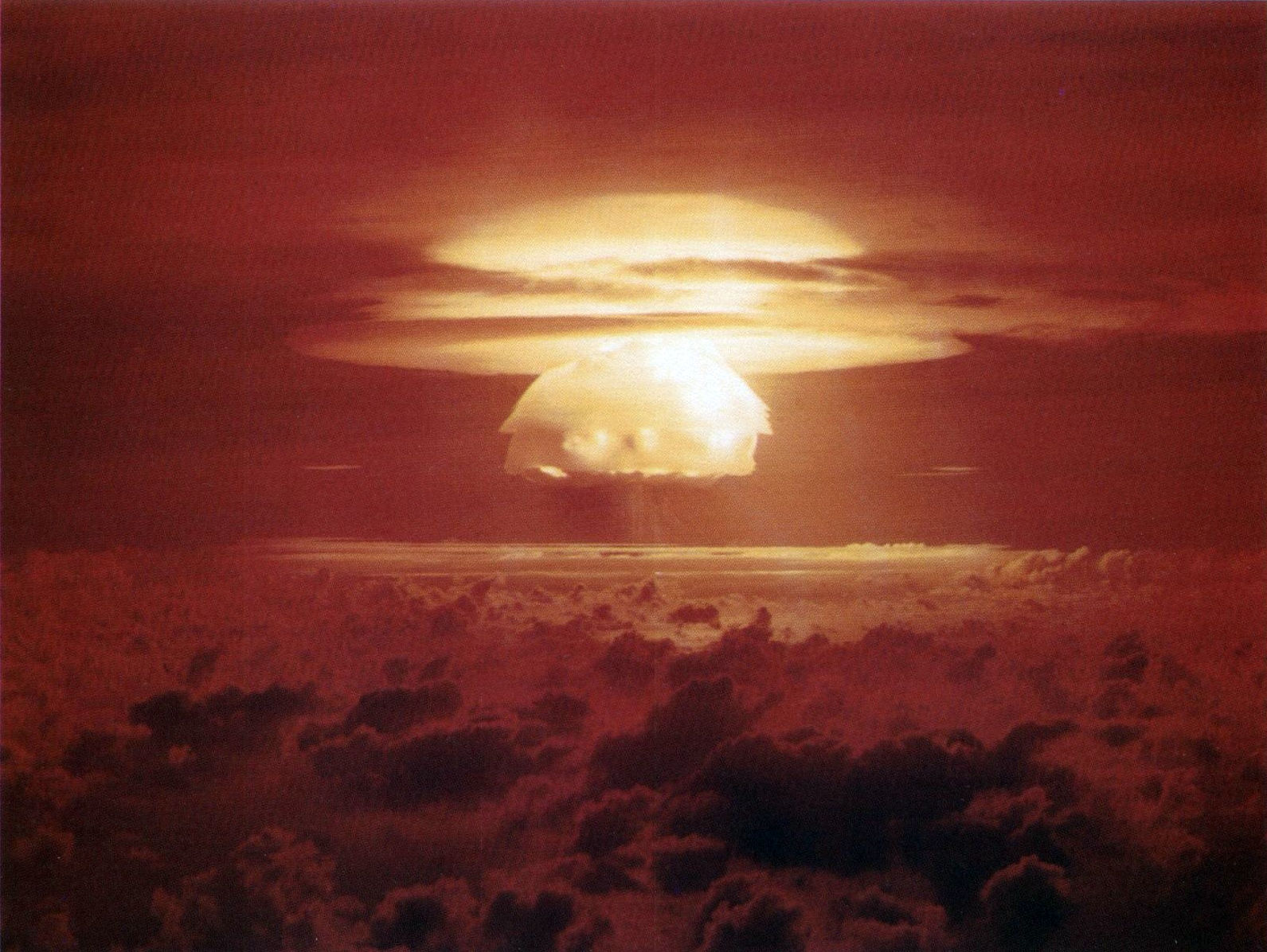
Vụ thử hạt nhân "Castle Bravo" đã chứng tỏ rằng thiết kế của Teller-Ulam có thể tính khả thi, nhưng đồng thời giai đoạn phân hạch cuối cùng cũng tạo ra một lượng lớn bụi phóng xạ hạt nhân.

Sự đột phá của thiết kế Teller–Ulam thể hiện ở sự tách biệt của các thành phần hợp hạch và phân hạch của quả bom, và sử dụng bức xạ sản sinh bởi quả bom hạt nhân thông thường để nén nhiên liệu hợp hạch trước khi kích nổ nó. Một vài thông tin cho rằng Ulam ban đầu đề xuất nén "thứ cấp" thông qua sóng xung kích tạo ra bởi sóng sơ cấp từ vụ nổ hạt nhân ban đầu và nhờ đó Teller đã nhận ra rằng bức xạ từ vụ nổ hạt nhân ban đầu sẽ làm nốt phần việc còn lại (vụ nổ bức xạ).
Tuy nhiên, chỉ nén sẽ là không đủ và cần 1 ý tưởng quan trọng khác, và đó là ý tưởng của Ulam: thiết kế quả bom tách biệt phần chính và phụ. Sự tuyệt vời của bản thiết kế đã gây ấn tượng với các nhà khoa học. đến mức một số người trước đây từng tự hỏi liệu nó có khả thi hay không thì nay đã bị thuyết phục, và nó là cần thiết vì sẽ được chế tạo tại cả Mỹ và Liên Xô. Thậm chí Oppenheimer, người đã phản đối dự án cũng đánh giá cao ý tưởng và bản thiết kế, gọi nó là một "sự ngọt ngào của kỹ thuật". Vụ thử mang tên mã "George" trong chuỗi thử nghiệm bom hạt nhân trong chiến dịch Greenhouse năm 1951 đã thử nghiệm lần đầu mẫu thiết kế ở phạm vi rất nhỏ, cũng trong chuỗi thử nghiệm này, vụ nổ bom có tên mã "Item" là lần đầu tiên vũ khí phân hạch tăng cường được thử nghiệm, nâng cao mức độ khả thi của bản thiết kế bom của Teller-Ulam.
Ngày 1/11/1952, quả bom khinh khí hoàn chỉnh đầu tiên được thử nghiệm trong vụ thử hạt nhân "Ivy Mike" trên đảo san hô Enewetak. Quả bom có đương lượng nổ là 10,4 megaton (mạnh hơn 450 lần so với quả bom nguyên tử được thả xuống Nagasaki). Thiết bị mang tên mã "Sausage", sử dụng một quả bom hạt nhân siêu lớn làm ngòi nổ và nhiên liệu hợp hạch là chất deuterium được giữ ở dạng lỏng bởi 20 tấn thiết bị siêu lạnh, toàn bộ thiết bị nặng 80 tấn. Người ta cố gắng ngăn báo giới tiết lộ vụ việc nhưng không thành công, ngay sau vụ thử nghiệm đã có dòng tít tuyên bố Mỹ đã cho nổ một quả bom khinh khí có đương lượng nổ megaton.

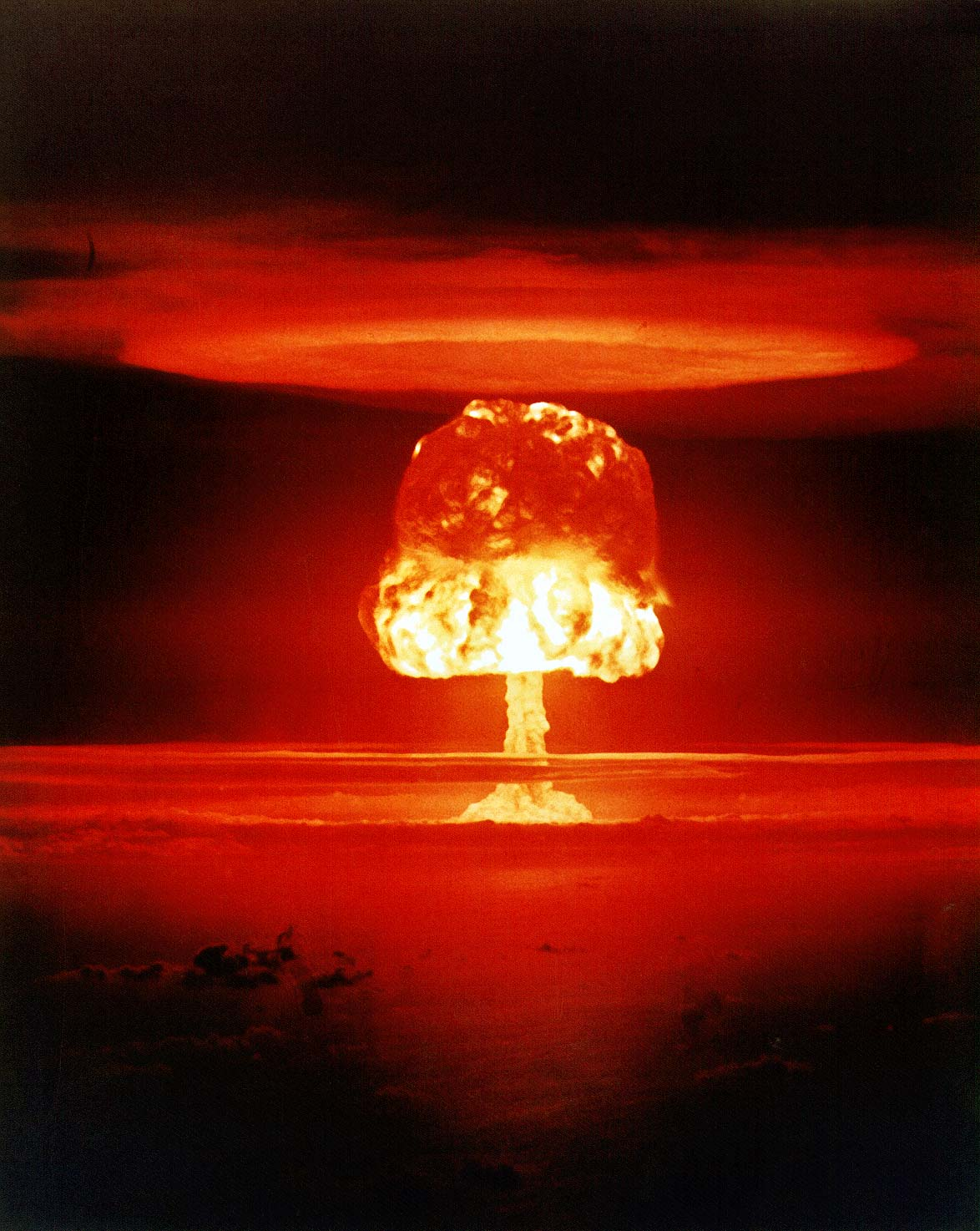
Giống với vụ thử hạt nhân Bravo, vụ thử bom Castle Romeo sản sinh ra năng lượng nổ cao hơn nhiều so với ước tính ban đầu (lên tới 11 megatons thay vì 4 megatons như tính toán), khiến nó trở thành vụ thử lớn thứ 3 mà Mỹ từng thực hiện. Thiết bị nổ trong thử nghiệm Romeo lấy Lithium deuteride từ tự nhiên thay vì lithium đã được làm giàu

Máy làm lạnh dùng để giữ cho nhiên liệu nhiệt hạch của quả bom ở trạng thái lỏng, đồng nghĩa với việc thiết bị nổ "Ivy Mike" quá nặng và phức tạp để sử dụng trong thực tế. Vũ khí nhiệt hạch đầu tiên mà có thể triển khai được sẽ phải đợi đến năm 1954, khi đó, nhiên liệu lỏng deuterium trong thiết bị nổ "Ivy Mike" sẽ được thay thế bằng nhiên liệu rắn lithium deuteride và được sử dụng trong vụ thử "Castle Bravo" (thiết bị nổ mang mã hiệu Shrimp). Hỗn hợp lithium khô hoạt động tốt hơn nhiều so với dự định, và thiết bị nổ "Castle Bravo" kích nổ vào năm 1954 có năng suất cao hơn gấp 2,5 lần so với dự kiến (15 Mt, cũng là quả bom có đương lượng nổ lớn nhất từng được Mỹ thử nghiệm). Vì phần lớn sức mạnh được sản sinh từ giai đoạn phân hạch cuối cùng của uranium 238, nó sản sinh ra nhiều bụi phóng xạ, mà từ đó sẽ gây ra thảm họa hạt nhân tồi tệ nhất trong lịch sử nước Mỹ khi mà gió thổi bụi phóng xạ đến vùng đông dân cư của đảo san hô và ngư dân Nhật trên chiếc tàu cá Daigo Fukuryu Maru.
Sau khoảng thời gian đầu tập trung vào việc chế tạo bom nhiệt hạch cỡ lớn, dần dần Mỹ chuyển sang phát triển bom nhiệt hạch cỡ nhỏ hơn, để có thể trang bị cho Tên lửa liên lục địa và Tên lửa đạn đạo phóng từ tàu ngầm. Thiết kế của Ulam-Teller đã được cải tiến, và hoàn thành giữa những năm 70, khi mà thiết kế bom nhiệt hạch cuối cùng đã có thể dùng làm đầu đạn MIRV cỡ nhỏ.

### Những phát triển của Liên Xô
Các nhà khoa học Liên Xô cũng có một chương trình phát triển bom nhiệt hạch riêng, và cũng gặp nhiều khó khăn trong việc phát triển vũ khí hợp hạch có đương lượng nổ cỡ megaton. Vì điệp viên Klaus Fuchs đã từng làm việc tại Los Alamos trong giai đoạn phát triển ban đầu của bom nhiệt hạch (trước khi Ulam và Teller hoàn thiện thiết kế), vậy nên ông không có thông tin gì về phát triển bom nhiệt hạch có giá trị cho Liên Xô. Các nhà vật lý Liên Xô đã tự phát triển bom một cách độc lập.
Những thiết kế đầu tiên được thực hiện bởi Andrei Sakharov và Vitaly Ginzburg từ năm 1949 (trước khi Liên Xô có bom nguyên tử), was được đặt tên là Sloika, theo tên loại bánh ngọt nhiều lớp của Nga, và không có cấu hình giống như của Teller–Ulam, mà đã sử dụng xen kẽ lớp vật liệu phân hạch và nhiên liệu hợp hạch lithium deuteride và tritium. Mặc dù phản ứng tổng hợp hạt nhân đã đạt được nhưng nó không đạt đến một thiết kế bom theo giai đoạn, và vụ thử nghiệm "bom nhiệt hạch" có mã Joe 4 đầu tiên của Liên Xô thực chất chưa là vụ thử bom nhiệt hạch thực sự. Nó giống như một quả bom hạt nhân tăng cường hơn là một thiết kế bom nhiệt hạch hoàn chỉnh chư của thiết kế Ulam-Teller (dù rằng nó đã sử dụng lượng nhiên liệu hợp hạch lớn hơn). Tuy nhiên, khi được thử nghiệm vào năm 1953, với đương lượng nổ 400 kilotons (chỉ từ 15 đến 20% là năng lượng từ pha hợp hạch), Sloika lại phù hợp để trở thành một thứ vũ khí thực sự có thể nhắm đến các mục tiêu quân sự chứ không giống như thiết bị nổ trong thử nghiệm "Ivy Mike" (dù nó cũng chưa được triển khai rộng rãi). Teller đã đề xuất một mẫu thiết kế tương tự vào năm 1946 đặt tên là "Đồng hồ báo thức", dù rằng cuối cùng nó không được phát triển hay thử nghiệm.
Những nỗ lực nhằm sử dụng thiết kế  Sloika để đạt tới đương lượng nổ megaton là không khả thi như những đồng nghiệp người Mỹ nhận ra, nhưng nó vẫn là thứ vũ khí có giá trị thực tế, khi nó có đương lượng nổ lớn gấp 20 lần quả bom hạt nhân đầu tiên của Liên Xô, do vậy đây cũng là một thành tựu đáng kể. Các nhà vật lý Liên Xô đã tính toán rằng thiết kế khả thi nhất có thể cho đương lượng nổ cỡ 1 megaton nếu như nó được đẩy tới giới hạn. Sau khi vụ thử bom "Ivy Mike" của Mỹ diễn ra năm 1952, đã chứng tỏ rằng quả bom nhiệt hạch cỡ lớn hơn 1 megaton có thể được chế tạo, các nhà thiết kế Liên Xô đã tiếp tục nâng cấp bản thiết kế Sloika ("Phát kiến đầu tiên"). "Phát kiến thứ hai", như Sakharov đã nhắc đến trong hồi ký, là đề xuất từ trước đó của Ginzburg vào tháng 11 năm 1948, sử dụng lithium deuteride trong quả bom, mà sau đó, sẽ được bắn phá bởi neutron, tổng hợp ra tritium. Cuối năm 1953, nhà vật lý Viktor Davidenko đã đạt được bước đột phá, ông giữ lại phần sơ cấp và thứ cấp của quả bom trong các phần riêng biệt ("tầng"). Bước đột phá tiếp theo được Sakharov và Yakov Zeldovich tìm ra vào mùa thu năm 1954, sử dụng tia X từ trong quả bom hạt nhân đầu tiên để nén phần thứ cấp trước khi diễn ra phản ứng hợp hạch ("vụ nổ bức xạ"). "Ý tưởng thứ 3" của Sakharov, được thử nghiệm trong vụ thử hạt nhân "RDS-37" vào tháng 11 năm 1955 với đương lượng nổ 1,6 Mt.
Nếu như Liên Xô có thể thu thập phân tích dữ liệu từ vụ thử nghiệm "Ivy Mike" hoặc "Castle Bravo", thì Liên Xô sẽ có khả năng nhận thấy rằng phần phân hạch sơ cấp được tách biệt với phần hợp hạch thứ cấp, và đó cũng là mấu chốt của thiết kế bom nhiệt hạch Teller-Ulam.(De Geer 1991) Một trong các nhà khoa học Liên Xô giữ vai trò quan trọng trong phát triển bom, Yuli Khariton, sau này đã nói:
Vào lúc đó, các nghiên cứu của Liên Xô đã không được tổ chức một cách quy mô, và không đạt được các thành tựu đáng kể, dù các phân tích hóa học trong mẫu bụi phóng xạ có thể cung cấp một số thông tin hữu ích về các thành phần hóa học được sinh ra sau vụ nổ. Mối tương quan giữa các đồng vị phân rã nhanh được hình thành trong phản ứng nhiệt hạch có thể khiến có thể giúp đánh giá mức độ nén của nhiên liệu nhiệt hạch, nhưng chỉ biết được mức độ nén cũng không cho phép các nhà khoa học Liên Xô kết luận quả bom được kích nổ như thế nào, và thiết kế của quả bom vẫn là bí mật.

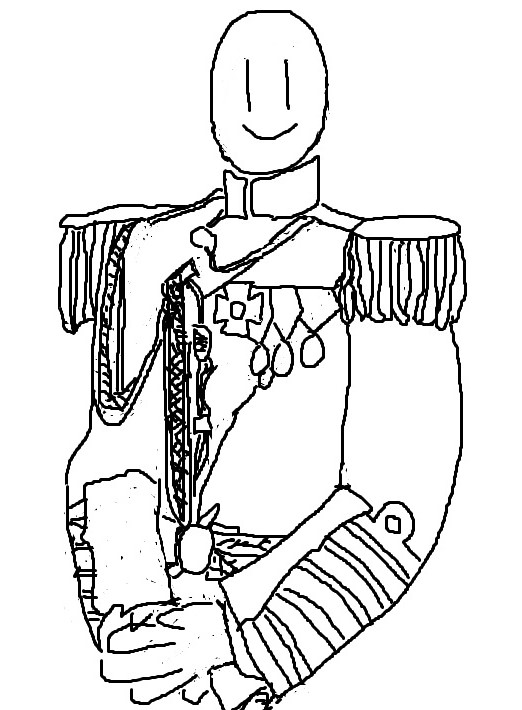
Quầng lửa của Tsar Bomba (RDS-220), vũ khí mạnh nhất từng được chế tạo được thử nghiệm (1961). Quả bom được thả từ độ cao 10 km và được kích nổ ở độ cao 4 km, quầng lửa của nó có lẽ đã chạm đến mặt đất nếu như không có sóng xung kích phản xạ từ mặt đất, và đập vào đáy của quả cầu lửa. Độ cao của quầng lửa gần đạt đến độ cao bay của chiếc máy bay ném bom Tupolev Tu-95.

Sakharov mở đầu trong hồi ký rằng ông và Davidenko đã đựng bụi phóng xạ một vài ngày sau vụ thử "Mike" với hi vọng sẽ có thể phân tích nó để thu thập dữ liệu, nhưng một nhà hóa học tại Arzamas-16 (phòng thí nghiệm hạt nhân) đã đổ nhầm nó xuống cống trước khi đem đi phân tích. Chỉ đến mùa thu năm 1952, Liên Xô mới thiết lập một hệ thống có tổ chức để theo dõi dữ liệu bụi phóng xạ. Tuy nhiên, cuốn hồi ký  cũng viết rằng, đương lượng nổ từ vụ thử Castle Bravo đã cho Sakharov thấy rẳng thiết kế bom của Mỹ đã vượt trước thiết kế bom của Liên Xô rất nhiều, và ông cho rằng người Mỹ đã cho nổ một quả bom phân hạch riêng, và bằng cách nào đó sử dụng năng lượng tạo ra để nén lượng nhiên liệu hợp hạch. Nhưng ông tự hỏi mình làm thế nào, để một vụ nổ bom phân hạch riêng biệt từ một phía lại có thể sử dụng để nén quả cầu nhiên liệu nhiệt hạch trong khoảng đối xứng 5%? Và câu trả lời chợt nảy ra! Sử dụng tia X!
Tháng 10 năm 1961 Liên Xô thử bom nhiệt hạch hạng nặng Bom Sa hoàng. Đó là một quả bom nhiệt hạch có đương lượng nổ 50 Mt với gần 97% năng lượng sinh ra từ phản ứng tổng hợp hạt nhân. Lõi uranium được thay thế bằng chì ngay trước khi vụ thử diễn ra, để làm giảm lượng bụi phóng xạ. Nếu như được thử nghiệm như thiết kế ban đầu, nó sẽ có đương lượng nổ khoảng 100 Mt. Vũ khí nhiệt hạch về kỹ thuật hoàn toàn có thể được triển khai (trong cuộc thử nghiệm nó được thả từ chiếc máy bay ném bom đã được sửa đổi lại), nhưng không thể sử dụng trong thực tế quân sự, và nó mang ý nghĩa biểu dương sức mạnh nhiều hơn. Đây cũng là vụ thử hạt nhân lớn nhất được thực hiện.